# 梁焘
梁焘（1034年—1097年5月11日），字况之，北宋郓州须城县（今山东省东平县）人。兵部员外郎梁蒨之子，宋哲宗时尚书右丞、尚书左丞。
梁焘开始以父任补太庙斋郎，举进士中第。历任编校秘阁书籍、集贤校理，出任通判明州、检详枢密院五房文字。元丰年间，上书论时政，攻击王安石熙宁变法“乖戾”，“天下之民被其害”。于是出知宣州。元丰五年（1082年），宋神宗说：“王中正功赏文书，你为什么独独认为不可以？”梁焘回答说“：王中正欺罔假冒侥幸希图，我不敢委曲法制以辜负陛下。”不久，梁焘为京西路提点刑狱。
宋哲宗即位，召用梁焘为工部郎中，升太常少卿、右谏议大夫。有议请宣仁太后临幸文德殿穿礼服礼帽接受册封，梁焘率领同事进谏，引用薛奎劝谏章献明肃皇后不应穿帝王服装见太庙事，宣仁太后欣然采纳。梁焘又论市易法已废除，请求免除中户下户的欠债；又请求欠青苗钱的下户所欠钱款，不得令担保的人全部偿还。
文彦博建议派刘奉世出使夏国，御史张舜民论不应出使而降为虢州通判。梁焘说：“御史是坚持法制的官员，能够犯颜正论，何况臣下有过失，怎能害怕忌讳而不直言进谏呢？现在御史敢于说大臣的，这是天下的公议；大臣不满意御史的，这是一人的私心。怪罪天下敢于说话的公议，便宜一人不快乐的私心，这不是公正朝代盛事。”当时同时议论的傅尧俞、王岩叟、朱光庭、王觌、孙升、韩川共七人都被召到尚书省都堂，以“事情应权衡轻重，因此不惜一个刚进用的御史，来安慰老臣”敕谕他们。梁焘又说“：如果论年龄爵位俸禄，那么老臣为重；如果论法度法制，那么老臣为轻。御史是天子的法官，不能因为大臣郁郁不乐而贬斥去职。希望召回张舜民，以端正国体。”奏章十次上呈，没有被采纳。梁焘又当面责斥给事中张问不能驳还贬降张舜民的制命，认为是失职。由于诟骂同事，梁焘出任集贤殿修撰知潞州。正值潞州饥年，没有等待朝庭命令就分发常平仓粟粮赈济百姓。流亡在外的人听说此事，来者不绝，梁焘处理此事有条理，人们不再报告困乏。
元祐二年，梁焘被召为左谏议大夫。宰相蔡确作诗怨恨毁谤，梁焘与刘安世则交相攻击他。梁焘上书说“：现在忠心于蔡确的人，多于忠心朝廷的士人；敢于为奸言的人，多于敢于正论的人。由此可见蔡确的气焰汹汹显赫，盘根错节，贼人化变危害政治，为患越来越大。”蔡确被贬窜新州。梁焘升任御史中丞。邓润甫被任命为吏部尚书，梁焘论邓润甫怯懦邪佞没有建树，不应提升。后没有得到采纳。改梁焘任权户部尚书，不受命，以龙图阁直学士知郑州。十天后，入朝任权礼部尚书，为翰林学士。
元祐七年(1092)，被授任尚书右丞，转任尚书左丞。蔡京为蜀州帅臣，梁焘说：“元丰时的侍从，可以任用的很多，只有蔡京轻薄险恶贪心固执，不能任用。”又与同事议论夏国边界，意见不能协调，于是乞求去职。哲宗派亲信大臣询问他之所以去职的意思，而且令他密访人才。梁焘说“：对我信任不笃深，说话又不被采纳，而向我询问人才进用之事，不是我所敢承担的。”使者又到，就说：“可以大加任用的人才，陛下自己知道。但必须识别邪佞正直，公开天下的善恶，图谋任用旧臣中坚正纯厚、有声望的人，不被左右好恶之言所牵连以动摇圣意，则天下非常幸运。”后因病被罢为资政殿大学士、同提点醴泉观使。按照旧有的成例，不是宰相不能任命为使，于是设置同使以示宠爱。后梁焘被改任颍昌府知府。
绍圣元年(1094)，梁焘任郓州知州。时而朋党之论兴起，宋哲宗说：“梁焘常常起中正之论，其开列陈述排斥攻击，都是出于公议，朕都记下了。”因故最后被责斥。竟以司马光党羽的元祐党人罪名贬至知鄂州，作《荐士录》。绍圣三年(1096)，再贬为少府监，分掌南京。第二年，三贬雷州别驾，在化州安置。当年去世，终年六十四岁。谥曰笃廉。
他的儿子迁移于昭州居住。宋徽宗即位，才得以返归。
　

## 延伸阅读
[在维基数据编辑]
 《宋史·卷342》，出自脱脱《宋史》